# Сельгемюслампи
Сельгемюслампи — озеро на территории Ведлозерского сельского поселения Пряжинского района Республики Карелия.

## Общие сведения
Площадь озера — 0,5 км². Располагается на высоте 98,6 метров над уровнем моря.
Форма озера лопастная, продолговатая: вытянуто с севера на юг. Озеро условно разделено на две части узким проливом. Берега преимущественно заболоченные.
Из северной оконечности озера вытекает безымянный ручей, впадающий в озеро Ведлозеро.
Населённые пункты возле озера отсутствуют. Ближайший — посёлок Койвусельга — расположен в 11 км к ЗСЗ от озера.
Код объекта в государственном водном реестре — 01040300211102000014459.